# Homalopsis mereljcoxi
Espèce
Homalopsis mereljcoxi est une espèce de serpents de la famille des Homalopsidae.

## Répartition
Cette espèce se rencontre en Thaïlande, au Cambodge et au Viêt Nam.

## Étymologie
Cette espèce est nommée en l'honneur de Merel "Jack" Cox (d), herpétologiste thaïlandaise.

## Publication originale
- (en) John C. Murphy, Harold K. Voris, B.H.C.K. Murthy, Joshua Traub et Christina Cumberbatch, « The masked water snakes of the genus Homalopsis Kuhl & van Hasselt, 1822 (Squamata, Serpentes, Homalopsidae), with the description of a new species », Zootaxa, Magnolia Press (d), vol. 3208, no 1,‎ 27 février 2012, p. 1 (ISSN 1175-5334 et 1175-5326, OCLC 49030618, DOI 10.11646/ZOOTAXA.3208.1.1, lire en ligne).